# Camponotus hova
Camponotus hova är en myrart som beskrevs av Auguste-Henri Forel 1891. Camponotus hova ingår i släktet hästmyror, och familjen myror.

## Underarter
Arten delas in i följande underarter:
- C. h. becki
- C. h. boivini
- C. h. fairmairei
- C. h. fulvus
- C. h. hova
- C. h. hovahovoides
- C. h. hovoides
- C. h. luteolus
- C. h. mixtellus
- C. h. obscuratus
- C. h. pictiventris
- C. h. radamae

## Bildgalleri

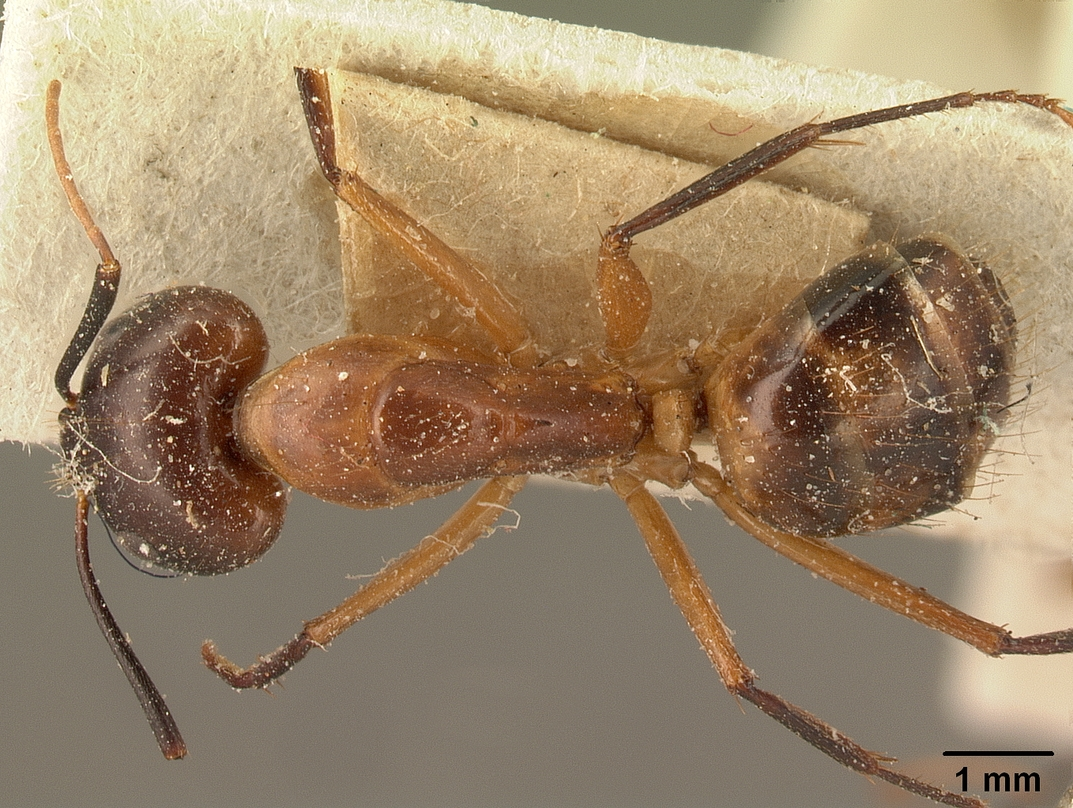
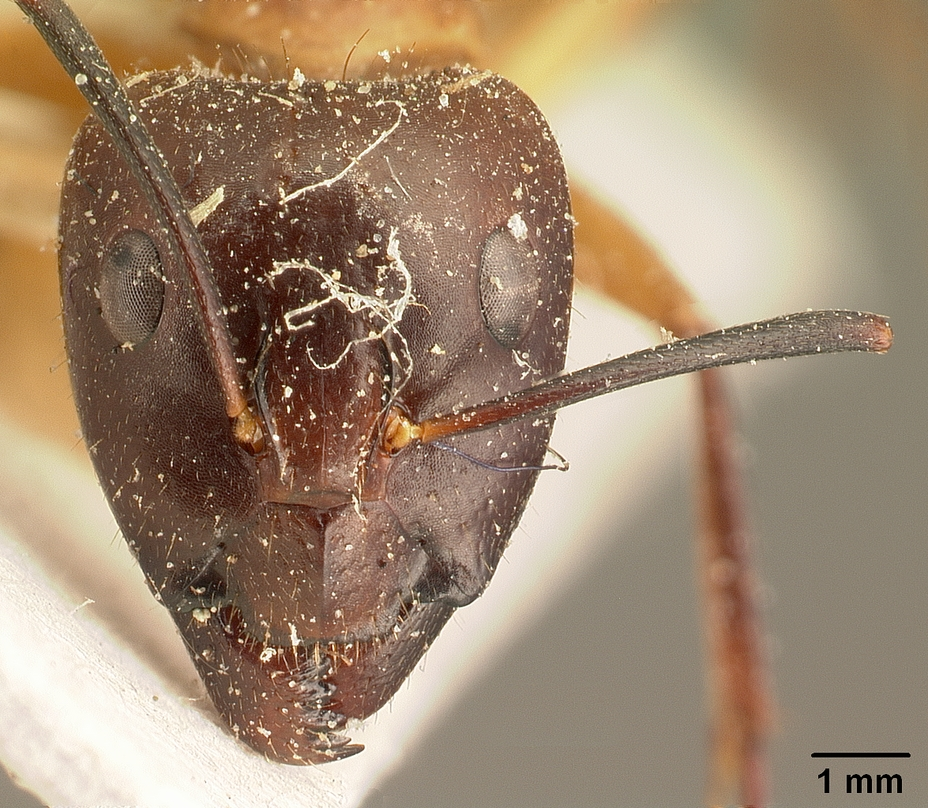
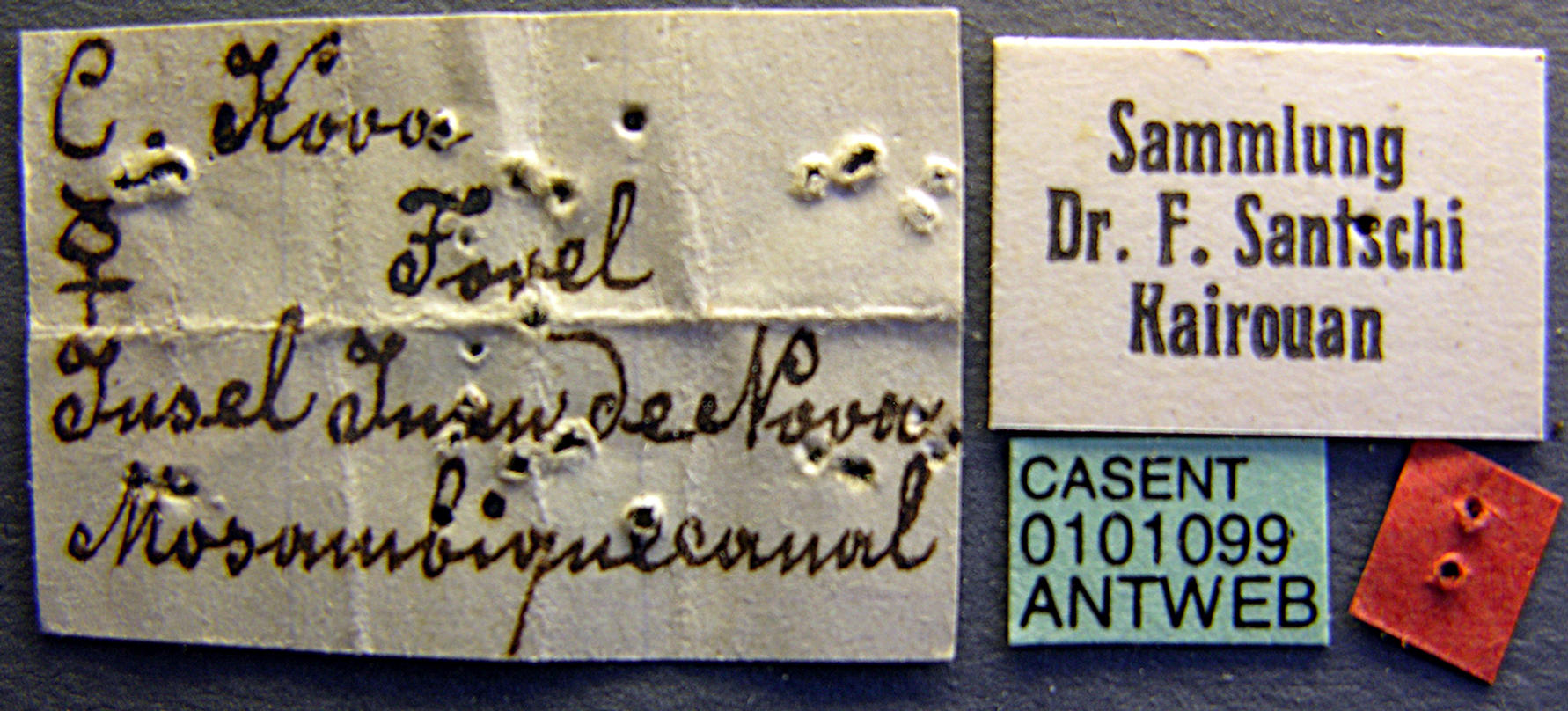
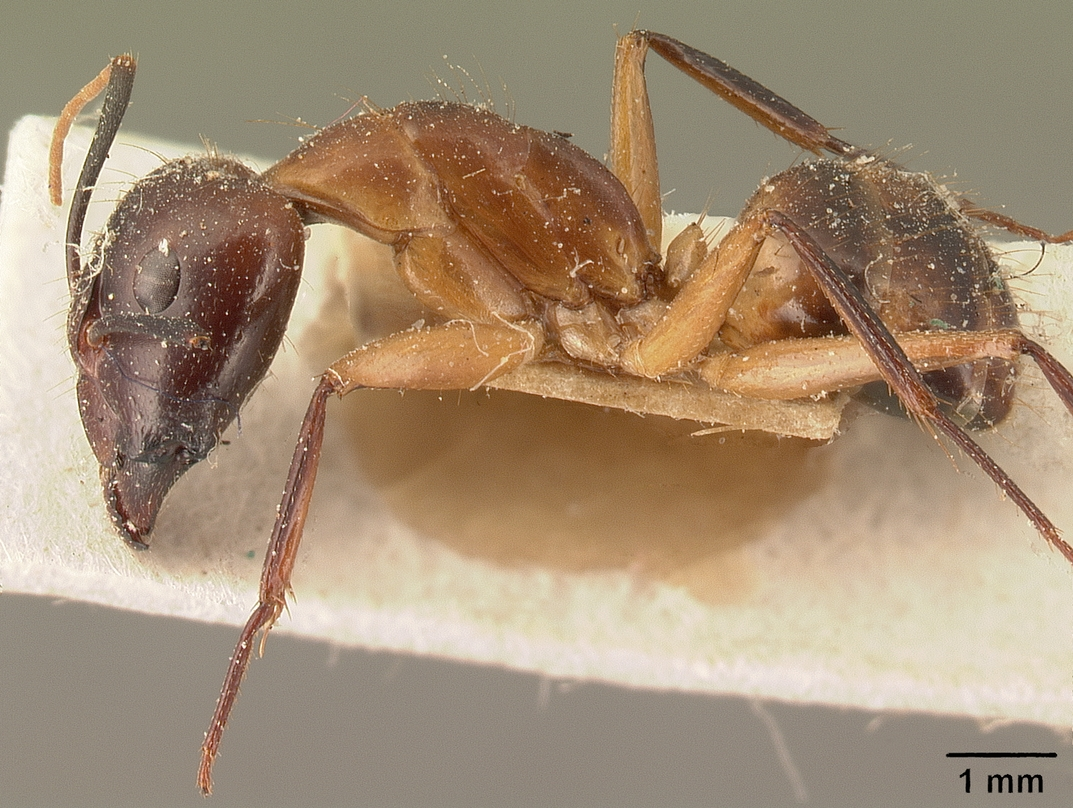
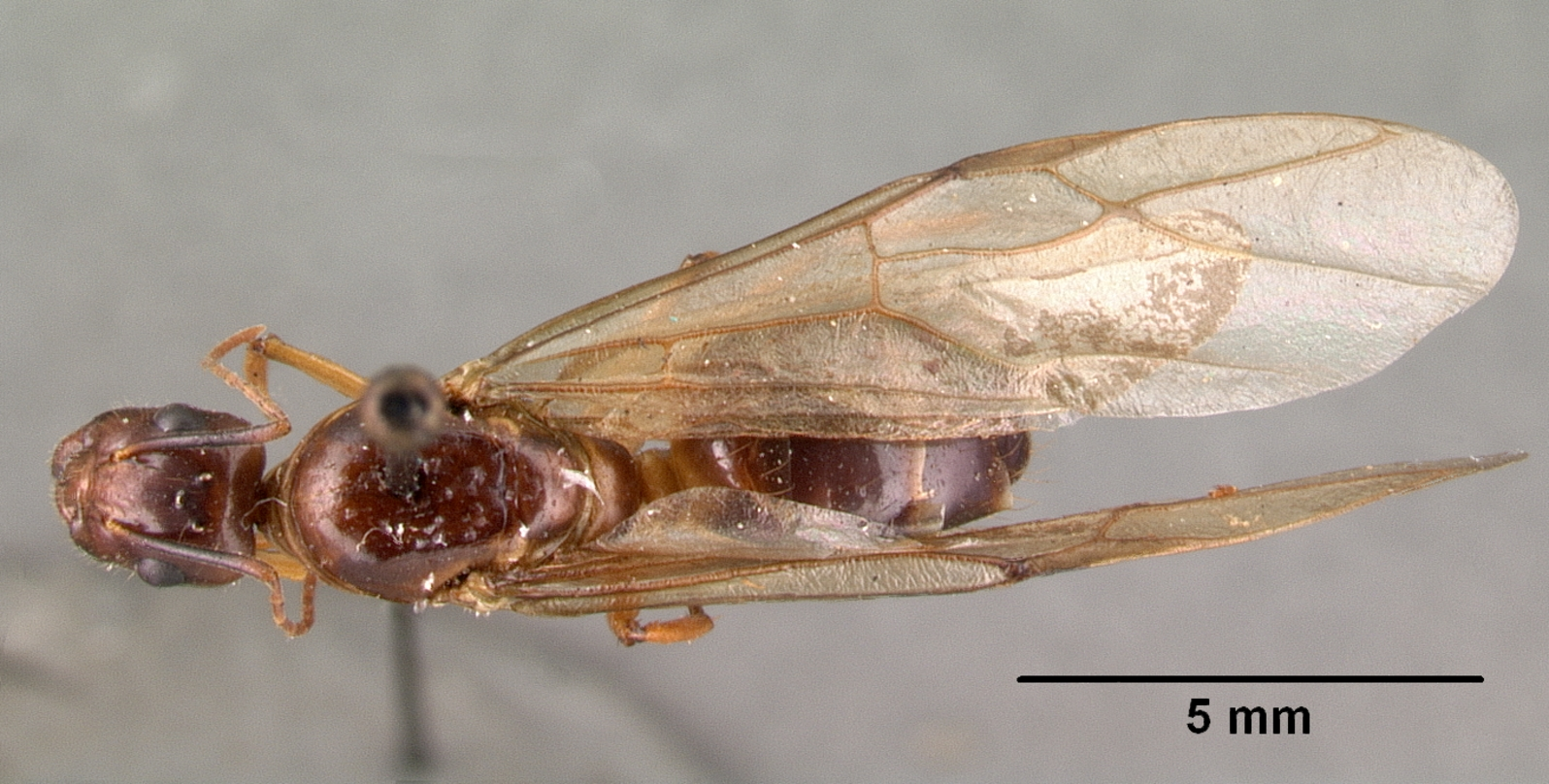
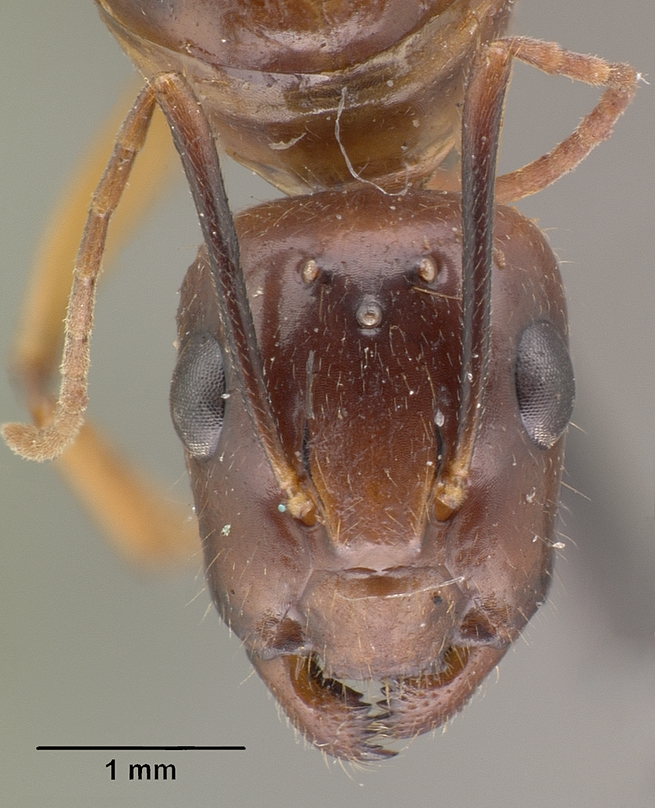